# 渡部絵美
渡部 絵美（わたなべ えみ、本名：渡部・キャスリン・絵美、1959年8月27日 - ）は、1970年代に活躍した日本の元フィギュアスケート選手（女子シングル）、タレント。現在はタレント兼プロフィギュアスケーター。エミ・エンタープライズ所属。1979年世界選手権3位。1980年レークプラシッドオリンピックでは6位入賞を果たす。1972年から全日本選手権8連覇。東京都出身。専修大学卒業。公認候補者として所属した自由連合では政策審議会副会長を務めた。

## 人物
1959年8月27日（木曜日）、日本人の父純一と、スペイン系フィリピン人の母リディアとの間に二男二女の末子として世田谷区にて生まれる。純一の父である勝頼（すなわち絵美の祖父）は貿易商で元々フィリピンと関係が深く、純一も旧制東京商科大学（現・一橋大学）入学前からしばしばフィリピンを訪れていたが海軍中尉として太平洋戦争下のフィリピンへ出征した際にネグロス島の地主の娘であるリディアと出会い、二人は現地で戦時中に結婚してそこに留まり、戦後になって日本に生活拠点を移した。母リディアの影響で一家そろって敬虔・厳格なローマ・カトリック信徒。父は2005年7月、心不全のため85歳でフィリピン・ネグロス島にて他界。
幼少時に渡米し、ゴールデンバレー高校卒業後に上智大学国際学部に入学。その後、1979年にスケート界の名門でもある専修大学に移籍。ウィーンで開かれた1979年世界選手権で3位となり、一躍“時の人”となった。1980年生まれの女児につけられた名前で一番多かったのは彼女にあやかった『絵美』だった。
幼少時から渡米し英語を主体とした生活を送っていたために日本語がぎこちなかったが、当時の日本人女性選手の殆どが強張った表情で演技していたのと違い、渡部は出来の良し悪しに関わらず『絵美スマイル』と呼ばれる満面の笑みで演技し、人気を博した。現役時代は、スケーティングの質が似ていたことと愛らしい笑顔とで『和製ジャネット・リン』と呼ばれた。現役引退後は、インストラクターとして小中学生を対象としたスケート教室等を開催しており、講演会やバラエティ番組等にも出演した。
2005年1月、堤義明によるセクシャル・ハラスメントがあったことを週刊誌上で発言。永年日本のウィンター・スポーツの運営をほぼ独占してきた堤が渡部に立腹、渡部がリンクのロッカーすら使えないようにするなどのパワー・ハラスメントがあったと主張した。
西武鉄道アイスホッケー部OBと結婚・息子一人を授かったが、相手の事業失敗が原因で1992年に離婚。絵美は当時、「カトリック信者の母は（絵美の）離婚に相当落胆し、再婚もしてほしくない（離婚・再婚はカトリックでは歓迎されない傾向が強い）とボヤいていた。」と語っていた。その後の2020年9月に6歳下の一般男性と再婚した。

## 経歴

### アマチュア時代
10歳年上の姉の影響で2歳でスケートを始め、8歳から本格的にスケートを習う。10歳のときに稲田悦子コーチの提案でアメリカ合衆国ミネアポリスにスケート留学をする。元世界チャンピオンでガルミッシュパルテンキルヘンオリンピック銅メダリストのフェリックス・カスパーの指導を受けて才能をのばす。
1972年、12歳で競技会にデビュー。初出場の全日本フィギュアスケートジュニア選手権、全日本フィギュアスケート選手権で優勝。その後、全日本フィギュアスケート選手権では引退するまで8連覇を果たした。この連覇記録は女子では伊藤みどりと並び現在も破られていない。
1976年、インスブルックオリンピックに16歳の若さで出場し、13位に入る。
1977年、東京で開催された世界フィギュアスケート選手権では12位と不本意な成績に終わる。しかし、彼女の基礎技術の正確さとジャンプの質の良さが国際スケート連盟の役員達の目にとまり、この時期から暫くの間ISUのマニュアルに「2回転アクセルは、渡部絵美のように跳ぶのが理想的である」と表記されるようになったという逸話がある。
高校卒業後、引退を考えたが、カルロ・ファッシの誘いでアメリカに再留学する。1979年の世界フィギュアスケート選手権では、日本女子のフィギュアスケート選手として史上初となる銅メダルを獲得。
メダルが確実視された翌1980年のレークプラシッドオリンピックでは、ショートプログラムで得意のダブルアクセルーダブルループジャンプコンビネーションに失敗、フリーでは2種類の3回転ジャンプを決めほぼノーミスの演技だったが福原美和（5位）以来の6位入賞に留まった。1980年の世界選手権でもフリーでトウループ、サルコウの2種類の3回転ジャンプを決め4位となり、3か月後の1980年6月23日、フィギュアスケート界からの引退を発表する。

### 引退後
引退後、ヤマハ音楽振興会に所属してタレント活動を開始。
2001年、第19回参議院議員通常選挙比例代表に自由連合から立候補し落選。個人名得票6501（自由連合候補者名簿内47名中14位）。
2006年トリノオリンピックの日本代表選考に関して様々なメディアで浅田真央が代表になれると主張したが、これは渡部の個人的意見であった:52, 66, 108－110。トリノオリンピック代表の選考は2004年の時点で定められていたオリンピックポイント制（出場した大会の順位毎にポイントを与え、総得点の多い選手を代表とする）によるもので、年齢制限に関しても特例を認めないことが事前の国際会議で決まっていた。そのため、たとえアメリカに移籍しても浅田は出場権を得られなかった。
引退後は、アイスショー等で佐野稔と一時期ペアを組んだり、ジュニアの育成に力を入れていた時期もあったが、1990年代ころからタレント活動、講演も行い、活動の中心はスケート教室で東京を中心に子供たちを教えている。

## 主な戦績
| 大会/年         | 1971-72 | 1972-73 | 1973-74 | 1974-75 | 1975-76 | 1976-77 | 1977-78 | 1978-79 | 1979-80 |
| --------------- | ------- | ------- | ------- | ------- | ------- | ------- | ------- | ------- | ------- |
| オリンピック    |         |         |         |         | 13      |         |         |         | 6       |
| 世界選手権      |         | 17      | 15      | 13      | 17      | 12      | 8       | 3       | 4       |
| 全日本選手権    |         | 1       | 1       | 1       | 1       | 1       | 1       | 1       | 1       |
| 全日本Jr.選手権 | 1       |         |         |         |         |         |         |         |         |
| NHK杯           |         |         |         |         |         |         |         |         | 1       |

## 著作
- 『渡部絵美のちょう美人宣言』（扶桑社、1985年） ISBN 9784893530516
- 『愛するスケートに何が起こったのか? 女子フィギュア・トリノ選考の真実』（デジほん、2006年2月）ISBN 9784861133015

## 主な出演

### テレビ
- テレビ列島7時（1980年 - 1981年、TBS）
- 青い絶唱（1980年 - 1981年、TBS） - 黒木恵 役[16]
- コッキーポップ（1980年10月から、日本テレビ）- インタビュアーとしてレギュラー出演[14]
- 第31回NHK紅白歌合戦（1980年12月31日、NHK総合・ラジオ第1） - 八神純子の曲紹介としてゲスト出演
- 土曜ワイド劇場「変装探偵II」（1982年、テレビ朝日）
- いじわるばあさん 第52話「週刊誌が恐い!の巻」（フジテレビ）
- 胸さわぐ苺たち（1983年、TBS）
- さすらい刑事旅情編II 第20話「途中下車のトリック・疑惑の美人目撃者」（1990年、テレビ朝日）
- 暴れん坊将軍III 第103話「ひとりぽっちの夢飾り」萩絵役（1990年　テレビ朝日）
- 快傑熟女!心配ご無用（1999年、TBS） -準レギュラーではあったがわずか2回（1999年4月20日、5月4日）で降板[1]
- ちちんぷいぷい（毎日放送） - ☆印でフィギュアスケートの話題時に東京のスタジオから出演
- クイズ☆タレント名鑑（2012年1月22日、TBS）-「スター☆今の限界名鑑」コーナーに出演し、アクセル・ジャンプ及び高速スピン回転数の限界に挑戦

### ラジオ
- Nissho プレゼンツ 渡部絵美の住まいるハウス（2022年4月2日 - 、TBSラジオ・HBCラジオ他5局）

### CM
- 味の素「マリーナ」（1980年 - 1983年）
- 東京ガス「ガスファンヒーター」（1982年 - 1984年）[17]
- Nissho「インナーアミド」（2020年 - ）